# Ivoševci
Ivoševci es una localidad de Croacia ubicada en el ejido del municipio de Kistanje, condado de Šibenik-Knin. Según el censo de 2021, tiene una población de 255 habitantes.

## Geografía
Está ubicada a una altitud de 248 m s. n. m., a 308 km de la capital nacional, Zagreb.

## Demografía
| Gráfica de población de Ivoševci 1857-2021                          |
|                                                                     |
| Según los censos de población de la oficina estadística de Croacia. |